# Kijowska Obwodowa Administracja Państwowa

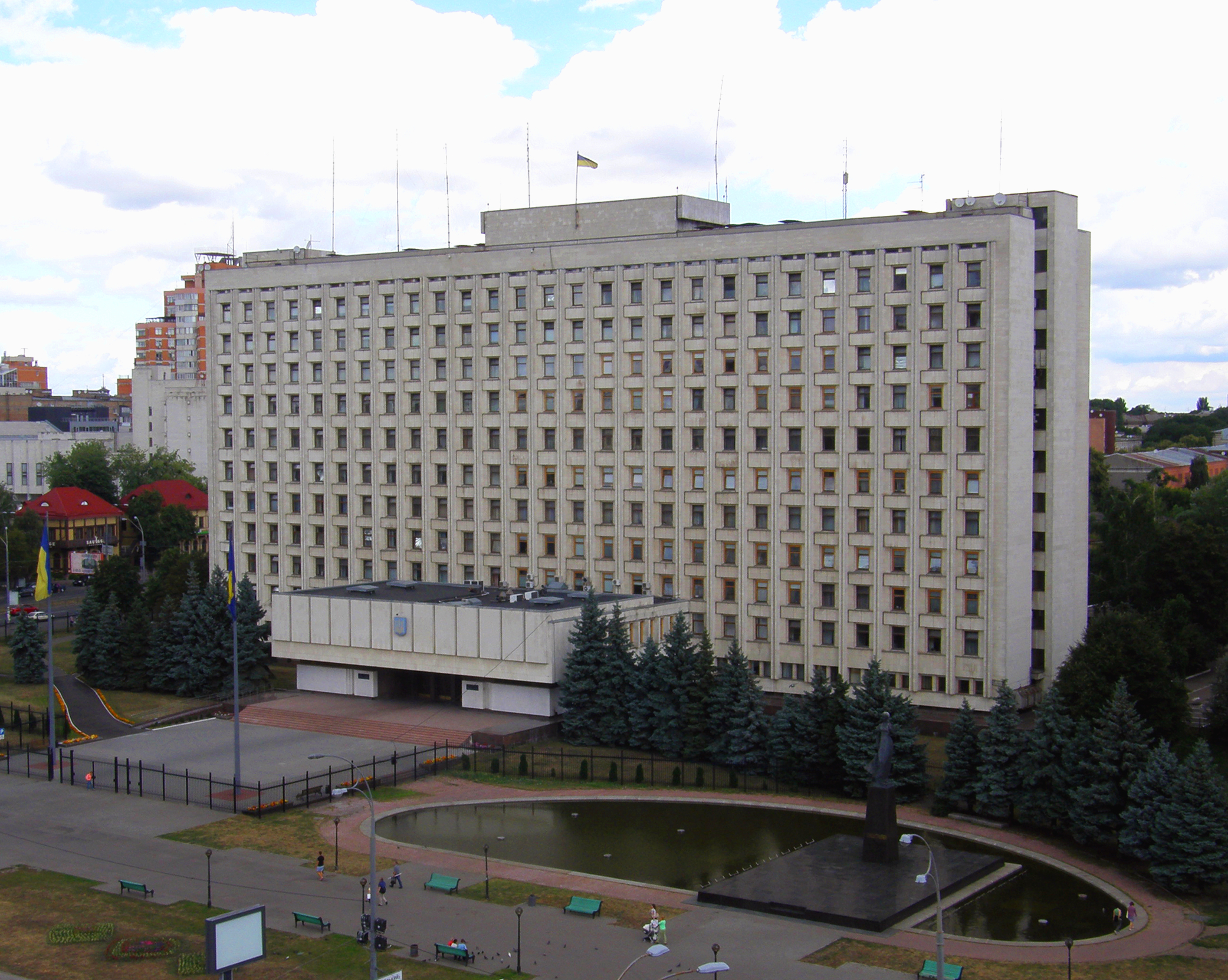
Budynek Administracji Państwowej Obwodu Kijowskiego

Kijowska Obwodowa Administracja Państwowa – obwodowa administracja państwowa (ODA), działająca w obwodzie kijowskim Ukrainy.

## Przewodniczący ODA
- Iwan Kapsztyk przedstawiciel prezydenta w obwodzie (od 24 marca 1992 do czerwca 1994)
- Wasyl Sińko (od 19 lipca 1995 do 21 września 1996)
- Anatolij Zasucha (od 22 września 1996 do 19 stycznia 2005)
- Jewhen Żowtak (4 lutego 2005 do 24 maja 2006)
- Wałerij Kondruk p.o. (od 24 maja do 16 czerwca 2006)
- Wira Uljanenko (od 16 czerwca 2006 do 20 maja 2009)
- Wiktor Wakarasz (od 20 maja do 16 marca 2010)
- Anatolij Prysiażniuk (od 18 marca 2010 do 2 marca 2014)
- Wołodymyr Szandra (od 2 marca 2014 do 3 lutego 2016)
- Maksym Melnyczuk (od 3 lutego 2016 do 9 września 2016)
- Ołeksandr Horhan (od 28 października 2016 do 30 października 2018)
- Ołeksandr Tereszczuk (od 30 października 2018 do 11 czerwca 2019)
- Wiaczesław Kuczer (od 11 czerwca 2019 do 9 lipca 2019)
- Mychajlo Bno-Ajrijan (od 10 lipca  2019 do 28 października 2019)
- Ołeksij Czernyszow (od 28 października 2019 do 2020)
- Ołeksij Kułeba (od 8 lutego 2022 do 15 marca 2022)
- Ołeksandr Pawluk (od 15 marca 2022 do 21 maja 2022)
- Ołeksij Kułeba (od 21 maja 2022 do 24 stycznia 2023)
- Rusłan Krawczenko (od 10 kwietnia 2023)